# Erythrulóza
Erythrulóza je monosacharid patřící mezi tetrózy a ketózy, podle počtu uhlíkových atomů nejjednodušší chirální tetróza. Používá se jako složka samoopalovacích přípravků, ve spojení s dihydroxyacetonem.
Erythrulóza a dihydroxyaceton reagují s aminokyselinami v bílkovinách pokožky. Jednou z reakcí je Maillardova reakce volných radikálů, s účinkem podobným jako u hnědnutí nakrájených jablek po vystavení kyslíku. Druhý mechanismus představuje běžná Maillardova reakce; obě reakce se také podílí na hnědnutí zpracovávaných a skladovaných potravin. Proces neovlivňuje přirozenou pigmentaci k§že a nevyžaduje vystavení ultrafialovému záření; jeho ochranný faktor ale nepřesahuje 3 a zvyšuje poškození kůže volnými radikály vytvořenými ultrafialovým zářením; 40 minut po aplikování vysokých dávek erythrulózy bylo množství radikálů na kůži vystavené slunečnímu světlu o 140 % vyšší než na neošetřené kůži.
U DHA byly účinky podobné, jejich plné rozvinutí ale trvalo déle a také delší dobu setrvávaly. Den po aplikaci se nedoporučuje nadměrné vystavování se slunečnímu svitu. I když některé samoopalovací přípravky obsahují opalovací přísady, tak jejich účinek trvá kratší dobu než zhnědnutí kůže. Radikály, hlavně superoxidové (O2•−) a hydroperoxylové (HO2•), a reaktivní formy kyslíku a dusíku vytvořené působením ultrafialového záření mohou reagovat s ketoaminy (vznikající Amadoriho přesmykem) a jinými (mezi)produkty Maillardovy reakce. Tímto dochází k radikálovým řetězovým reakcím ketoaminů, které skrz oxidační stres poškozují kůži; toto poškození mohou omezovat antioxidanty.
Ketoaminy způsobují štěpení DNA a fungují tak jako mutageny.
Erythrulóza a dihydroxyaceton (DHA) mají podobné složení, a na povrchu kůže reagují podobně. U erythrulózy je změna barvy slabší a vytváří se pomaleji, plný vývin trvá 24 až 48 hodin; také rychleji vyprchává.
Protože se z kůže neustále odlupují odumřelé buňky, tak je uvedené zbarvení kůže dočasné, setrvává (podle způsobu nanesení a vlastností kůže) 2 až 10 dnů.